# Cantón de Ruffec
El cantón de Ruffec era una división administrativa francesa, que estaba situada en el departamento de Charente y la región de Poitou-Charentes.

## Composición
El cantón estaba formado por quince comunas:
- Barro
- Bioussac
- Condac
- Couture
- Les Adjots
- Nanteuil-en-Vallée
- Poursac
- Ruffec
- Saint-Georges
- Saint-Gourson
- Saint-Sulpice-de-Ruffec
- Taizé-Aizie
- Verteuil-sur-Charente
- Vieux-Ruffec
- Villegats

## Supresión del cantón de Ruffec
En aplicación del Decreto n.º 2014-195 de 20 de febrero de 2014, el cantón de Ruffec fue suprimido el 22 de marzo de 2015 y sus 15 comunas pasaron a formar parte; catorce del nuevo cantón de Charente-Norte y una del nuevo cantón de Charente-Bonnieure.